# オリンピックのコンゴ共和国選手団
オリンピックのコンゴ共和国選手団（オリンピックのコンゴきょうわこくせんしゅだん）は、1964年東京大会で初出場。夏季大会では1980年モスクワ大会以降連続出場している。冬季大会には一度も出場していない。また、これまでメダルを獲得したコンゴ共和国選手はいない。
コンゴ共和国の国内オリンピック委員会は1964年設立。同年、国際オリンピック委員会（IOC）に承認された。
IOC公用語のフランス語と英語では単に「コンゴ選手団」と呼称した場合、隣国のコンゴ民主共和国（旧ザイール）選手団でなく一貫して国名に「コンゴ」を冠していた本選手団の方を指す。両選手団が最初に揃って出場したのは1984年のロサンゼルス大会だが、東西とも「コンゴ」を称するようになったのは2000年のシドニー大会以降である。

## メダル獲得数一覧

### 夏季オリンピック
| 大会名                | 金     | 銀     | 銅     | 計     |
| 1964 東京             | 0      | 0      | 0      | 0      |
| 1968 メキシコシティ   | 不参加 | 不参加 | 不参加 | 不参加 |
| 1972 ミュンヘン       | 0      | 0      | 0      | 0      |
| 1976 モントリオール   | 不参加 | 不参加 | 不参加 | 不参加 |
| 1980 モスクワ         | 0      | 0      | 0      | 0      |
| 1984 ロサンゼルス     | 0      | 0      | 0      | 0      |
| 1988 ソウル           | 0      | 0      | 0      | 0      |
| 1992 バルセロナ       | 0      | 0      | 0      | 0      |
| 1996 アトランタ       | 0      | 0      | 0      | 0      |
| 2000 シドニー         | 0      | 0      | 0      | 0      |
| 2004 アテネ           | 0      | 0      | 0      | 0      |
| 2008 北京             | 0      | 0      | 0      | 0      |
| 2012 ロンドン         | 0      | 0      | 0      | 0      |
| 2016 リオデジャネイロ | 0      | 0      | 0      | 0      |
| 2020 東京             | 0      | 0      | 0      | 0      |
| 2024 パリ             | 0      | 0      | 0      | 0      |
| 合計                  | 0      | 0      | 0      | 0      |